# グローマンズ・エジプシャン・シアター
グローマンズ・エジプシャン・シアター（Grauman's Egyptian Theatre）は、アメリカ合衆国カリフォルニア州ロサンゼルス市ハリウッドのハリウッド・ブールバードにある歴史的な映画館である。1922年に開場し、史上初のハリウッド映画のプレミア上映が行われた。
1998年から2020年までは、会員制文化団体であるアメリカン・シネマテークが所有・運営していた。2020年5月にNetflixがこの劇場のオーナーとなった。Netflixによる大規模改修の後、2023年11月に再オープンし、Netflixが月曜から木曜まで、アメリカン・シネマテークが金曜から日曜までの上映を担当する体制となった。

## 歴史

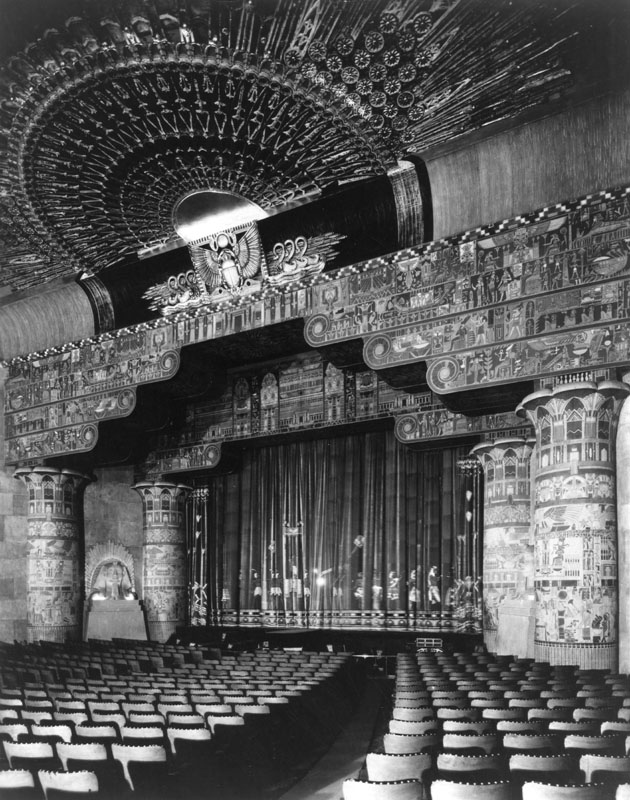
劇場の内装（1922年）

この劇場は、興行師のシド・グローマンと不動産開発業者のチャールズ・E・トバーマンによって建設された。グローマンは1918年に、ロサンゼルスのダウンタウンにミリオンダラー・シアターを開場させていた。エジプシャン・シアターの建設費は80万ドル、工期は18ヶ月だった。マイヤー・アンド・ホラー社が設計し、ミルウォーキー・ビルディング社が建設した。
1922年10月18日に開場した。こけら落としは、ダグラス・フェアバンクス主演の『ロビン・フッド』のプレミア上映だった。この映画は、この年の内にはロサンゼルスの他の映画館では上演されなかった。この映画館でプレミア上映が行われた他の映画には、1923年の『十誡』、1924年の『バグダッドの盗賊』、1925年の『黄金狂時代』などがある。
1927年、グローマンは同じハリウッド・ブールバードの西側にチャイニーズ・シアターを開場させた。

### アメリカン・シネマテーク

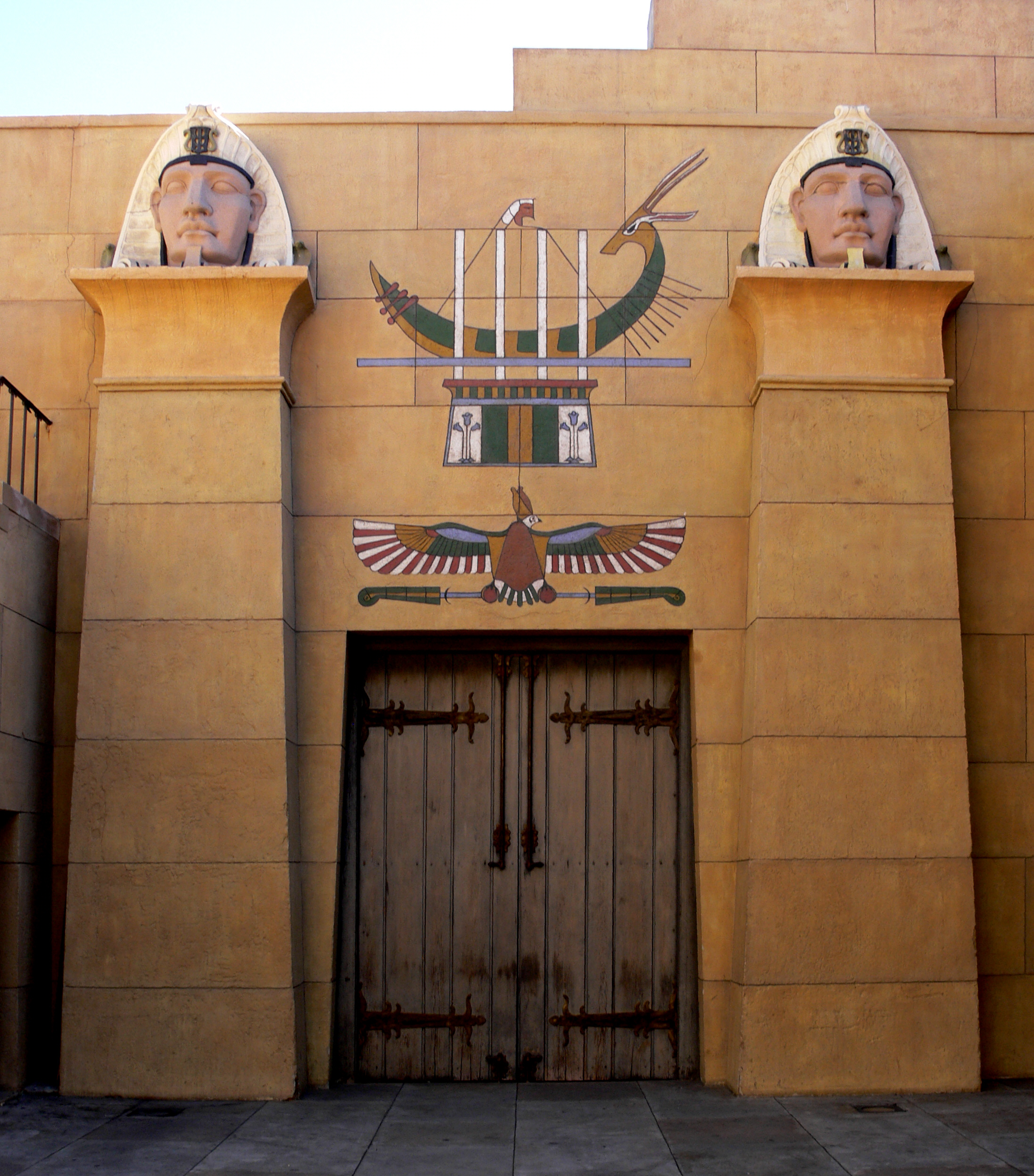
表玄関

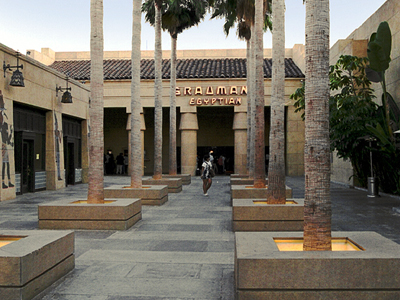
中庭（2007年頃）

エジプシャン・シアターは1992年に閉鎖され、荒廃していった。1996年、ロサンゼルス市の再開発局は、この建物を元の姿に修復し、映画館として再オープンさせることを条件に、アメリカン・シネマテークに1ドルで売却した。
シネマテークは、修復のための資金調達を行うことと、修復後の映画館を一般向けの映画上映プログラムを行う本拠地として使用することを約束した。1280万ドルを費やして改装工事が行われた後、1998年12月4日に再オープンした。元々のエジプシャン・シアターは、上映ホールが1つだけで、客席数は1760席だった。改装後は、建物内部を再構成し、2つ目の上映スペースが新設された。メインの上映ホールは616席で、ロサンゼルスの慈善家ロイド・リグラーに因んで命名された。もう1つの上映スペースは76席で、スティーヴン・スピルバーグに因んで命名された。内部は、オリジナルの装飾も一部は使用されたが、近代的な映画館として再建された。前庭は1922年当時の姿に完全に復元された。
シネマテークは、当館のほかに、サンタモニカのエアロ・シアターと、ロサンゼルスのロス・フェリズ地区にあるロス・フェリズ3シアターでも映画の上映を行っている。

### Netflix
2019年4月、Netflixがシネマテークからこの劇場を買収する意向であると発表された。これは、Netflixのオリジナル作品を映画館で上映することでアカデミー賞やエミー賞の受賞資格を得るためであり、シネマテークの週末の上映はそれまで通り行われる予定だった。この発表の直後から、シネマテークの理事会、カリフォルニア州司法長官、ロサンゼルス市議会に対し、売却の中止や、売却についての公聴会の開催を求める署名運動が行われた。2020年5月29日、Netflixは正式に、この劇場を買収し、改修のために投資することを発表した。
2023年8月、『ロサンゼルス・タイムズ』紙は、Netflixがこの劇場をオリジナルの姿に復元したと報じた。ハリウッド・ブールバード沿いのネオンサインや、中庭の壁に描かれた象形文字とアートワーク、ロビーの内装は元の姿に戻された。中庭のヤシの木、客席の音響パネル、バルコニー席など、シネマテークにより改装されたものは取り除かれ、メインホールの座席数は100席減らして516席にした。一方で、照明と音響はアップグレードされた。
劇場は2023年11月9日に再オープンした。初日には、『ザ・キラー』のプレミア上映と、監督のデヴィッド・フィンチャーに対するQ&Aセッションが行われた。また、この劇場に関するドキュメンタリー映画『映画の殿堂: エジプシャン・シアターの100年史』(Temple of Film: 100 Years of the Egyptian Theatre)が同日にNetflixで公開された。この映画には、ギレルモ・デル・トロ、ライアン・ジョンソン、リネット・ハウエル・テイラー、オータム・デュラルド・アーカポー、および劇場の修復建築家ペイトン・ホールへのインタビューが収録されている。

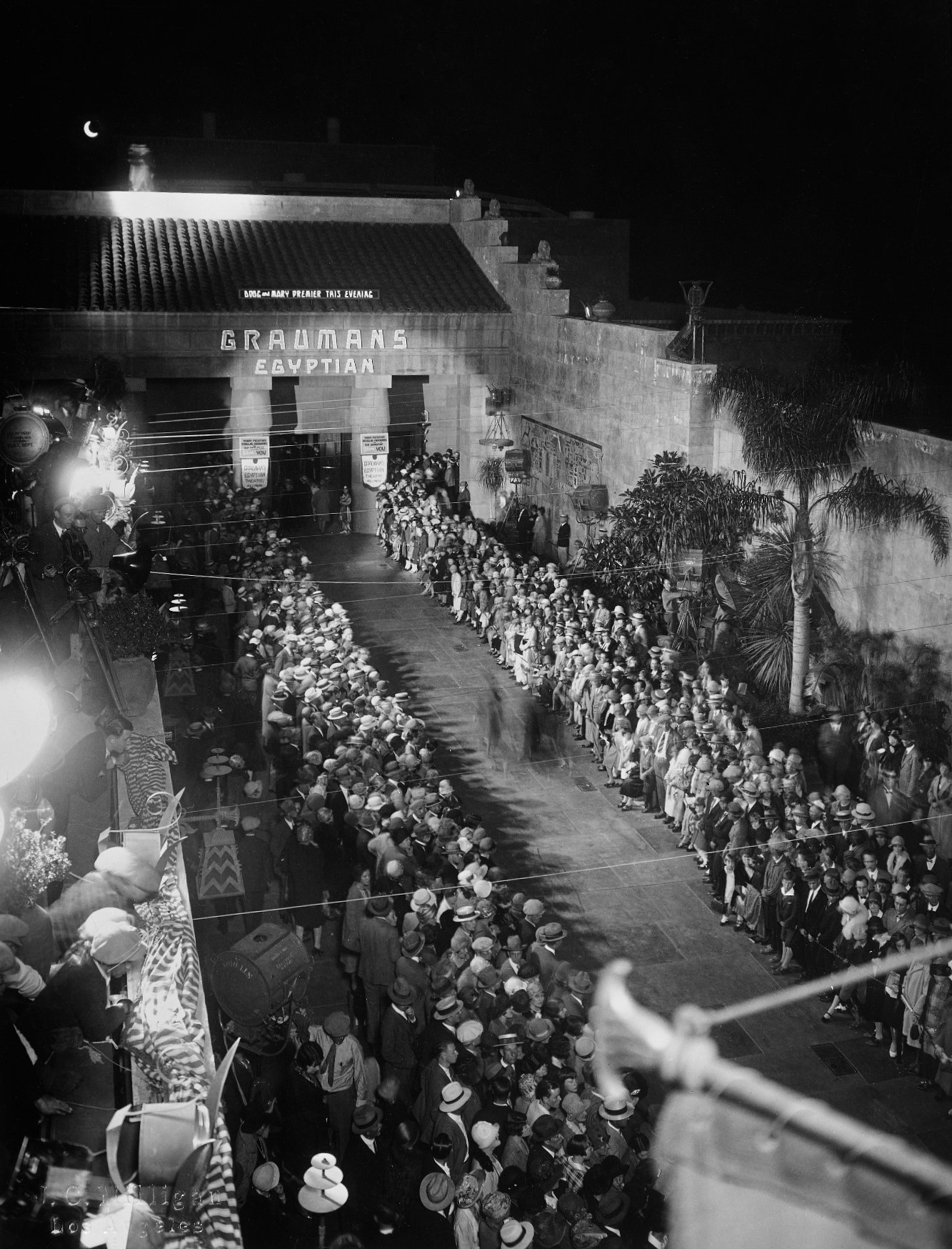
劇場の外観（1922年）

## 建築
劇場の外装はエジプト風リヴァイヴァル建築である。ただし、メインエントランスの上にある屋根は古代エジプト様式ではない。これは、元々ヒスパニックをテーマとする方向であったが、途中で古代エジプト様式に変更されたためである。建設当時、ハワード・カーターによるエジプト・王家の谷の発掘が世間の話題となっていた（最終的にカーターは1922年11月4日にツタンカーメンの墓を発見した）。そのため、古代エジプトをイメージした外観に変更されたが、ヒスパニックをイメージした入口の屋根は既に納品され、代金を支払っていたため、そのまま設置された。
1994年のノースリッジ地震により損傷を受けた後、1997年、建築・設計スタジオのホジェッツ＋ファングが、シネマテークの上映プログラムやニューメディアに対応するために、新しい映画館の設計と技術の更新を行った。その1年後、外観は当初の姿に復元される一方、映写システム、音響システム、座席、機械システム、空調は21世紀の水準に引き上げられた。2000年、このプロジェクトはアメリカ合衆国ナショナル・トラストから全米修復賞を受賞した。
外壁と内壁には、古代エジプト風の絵画とヒエログリフが描かれている。メインエントランスには、幅1.4メートル、高さ6メートルの柱が4本建てられている。
14メートル×46メートルの中庭には、南カリフォルニアの青い空が映えるよう、噴水が設けられた。この中庭はエントランスホールの機能を兼ねており（劇場の建物は外から直接メインホールに入れるようになっている）、ここでレッドカーペット・セレモニーが行えるように設計された。

## 影響
この映画館のレイアウトやデザイン、名称は、アメリカの他の映画館に模倣された。1924年にオープンしたユタ州オグデンのピーリーズ・エジプシャン・シアターはその一例である。